# Fabiola da Silva
Fabiola de Oliveira Simões da Silva (São Paulo, 18 de junho de 1979) é uma atleta de patinação inline brasileira.
É considerada uma das maiores atletas deste esporte da história.
Ela foi 8 vezes campeã dos X Games e uma vez medalhista de prata (nessa vez que ela ganhou o prata, ela estava competindo com os homens); além de conquistar várias medalhas no LG Action Sports US Championship. Fabiola participou da primeira edição dos X Games em 1996, ela tinha apenas 15 anos de idade e aquela foi a sua primeira viagem internacional. Nos X Games ela começou competindo na categoria vertical, mas depois passou a disputar também o street e chegou a conquistar medalhas de ouros nas duas categorias.